# Gjačrypš
Gjačrypš nebo Leselidze (abchazsky Гьачрыԥшь; Гьечрыԥшь, rusky Гячрыпш nebo Леселидзе, gruzínsky ლესელიძე – Leselidze) je vesnice v Abcházii v Okresu Gagra na pobřeží Černého moře. Leží přibližně 14 km západně od okresního města Gagra. Obec sousedí na severu s Mkjalrypšem, na severovýchodě s Mahadyrem, na jihovýchodě s Amzarou, ke které těsně přiléhá. Na západě je hranice s Ruskem, kterou tvoří řeka Psou, a za kterou se nachází obec Vesjoloje. Obec protíná hlavní silnice, jež spojuje Rusko s Abcházií a Gruzií, a dále železnice se dvěma zastávkami: Psou a Gjačrypš.

## Vesnický okrsek Gjačrypš
Gjačrypš je vesnické správní centrum s oficiálním názvem Vesnický okrsek Gjačrypš (rusky Гячрыпшская сельская администрация, abchazsky Гьачрыԥшь ақыҭа ахадара). Za časů Sovětského svazu se okrsek jmenoval Leselidzevský selsovět (Леселидзевский сельсовет). Součástí vesnického okrsku Gjačrypš jsou následující části:
- Gjačrypš (Гьачрыԥшь / Гьечрыԥшь)

Vesnický okrsek Gjačrypš

- Psou (Ԥсоу) – estonsky Salme; gruzínsky სალმე (Salme)
- Pšouchva (Ԥшоухәа) – estonsky Sulevi; gruzínsky სულევო (Sulevo)

## Dějiny
Do roku 1864 se na území současné obce nacházelo panství a vesnice Gečrypš, jež byla majetkem čerkesko-abchazského šlechtického rodu Gečbů, žijících v historické provincii Sadzen. Avšak kvůli prohrané Kavkazské válce bylo veškeré zdejší obyvatelstvo vysídleno do Osmanské říše v rámci mahadžirstva, a tak Gečrypš zůstal liduprázdný a opuštěn.
S koncem 19. století byla na témže místě založena nová obec jménem Jermolovsk (Ермоловск) dle tehdejšího ruského ministra zemědělství Alexeje Sergejeviče Jermolova, který místo osobně navštívil v roce 1894. Objevily se i teorie, že se místo jmenovalo po generálu Alexeji Petroviči Jermolovovi, ale ty se ukázaly být nepravdivými. Na sever od Jermolovska byli přizváni osadníci z Estonska, kteří po levém břehu řeky Psou v roce 1884 založili dvě obce: Salme a Sulevi. Ti zde vybudovali pilu ke zpracování zdejších přerostlých lesů a vysušili bažiny, aby byla půda vhodná k pěstování ovocných stromů a zeleniny. Vysušit bažiny bylo nutné i proto, že díky nim v celé oblasti po několik měsíců řádila epidemie malárie, jež si vyžádala mnoho životů.
V roce 1944 byla obec Jermolovsk přejmenována na Leselidze na počest právě zesnulého gruzínského generála Konstantina Leselidzeho, jenž se vyznamenal během druhé světové války při obraně Kavkazu před nacisty. Po válce se obec značně rozšířila a stala se vyhledávanou rekreační oblastí. Bylo zde například vybudováno dětské sanatorium a Leselidze se stalo i dějištěm přípravy sovětské fotbalové sborné i některých špičkových sovětských fotbalových nebo házenkářských mužstev. Dne 9. května 1975, v den třicátého výročí vítězství ve Druhé světové válce, byla v obci slavnostně odhalena socha generála Leselidzeho. Jeho dcera Isolde Leselidzeová měla ke shromážděným obyvatelům tento projev:
| „ | "Jsem nekonečně šťastná, že vám všem mohu blahopřát ke Dni vítězství. Tento veliký svátek nastal současně s odhalením pomníku mého otce, jenž není pouze pro mého otce, ale také pro všechny, kteří z Gruzie odešli do války a nenavrátili se domů..." | “ |

V roce 1992, když vypukla válka v Abcházii, jež v celé oblasti vyvrcholila bitvou o Gagru byla tato socha zničena spolu s dalšími gruzínskými památkami. Po válce zde došlo dle pozorování ruského generála Gennadije Troševa k etnickým čistkám, z kterých vinil čečenského extremistu Šamila Basajeva.
| „ | Hlavním znamením Basajevových 'jenisárů' (kterých bylo kolem 5000) byla v této válce bezcitná krutost. Na podzim roku 1993 vedl 'velitel' osobně trestnou výpravu do okolí Gagry a Leselidze za účelem vyvraždění uprchlíků. Zavražděno bylo několik tisíc Gruzínců, několik set Arménů, a mnohé ruské či řecké rodiny byly též zmasakrovány. Podle očitých svědků, kteří zázrakem přežili, si tito bandité s radostí nahrávali na kameru scény ze zneužívání a znásilňování obětí. | “ |

V roce 1992 také došlo ze strany abchazských separatistů, válčících s gruzínskou vládou, k přejmenování městečka v rámci degruzinifikace na Gjačrypš podle názvu zdejší země, které kdysi vládl kníže jménem Geč. Po skončení války v Gjačrypši fungují dvě významná přímořská letovista Geč a Laguna. Avšak Gjačrypš přišel o téměř veškeré gruzínské obyvatelstvo, jež opustilo zemi, a z obcí Salme se Sulevem byla estonskou vládou evakuována většina místní estonské diaspory. Salme se Sulevem byly též přejmenovány. Gjačrypš je v současné době obydlen převážně Armény.

## Obyvatelstvo
Původně žili v obci převážně obyvatelé ruské a estonské národnosti. Po odtržení separatistické Abcházie od Gruzie a válce v roce 1992 je dle nejnovějšího sčítání lidu z roku 2011 počet obyvatel vesnického okrsku 1546 a jejich složení je následovné::
- 980 Arménů (63,4 %)
- 215 Abchazů (13,9 %)
- 146 Rusů (9,4 %)
- 205 příslušníků ostatních národností (13,3 %) – většinou Estonci

V roce 1989, před válkou v Abcházii žilo v Leselidze 969 obyvatel, v celém Leselidzevském selsovětu pak 3508 obyvatel.
V roce 1959 žilo v tomto selsovětu 2964 obyvatel.